# جونوش
جونوش (فراهان)، روستایی از توابع بخش مرکزی شهرستان فراهان در استان مرکزی ایران است.

## جمعیت
این روستا در دهستان فرمهین قرار دارد و براساس سرشماری مرکز آمار ایران در سال ۱۳۹۰، جمعیت آن ۱۴۷ نفر (۴۹خانوار) بوده‌است.
بزرگ ترین طایفه،طایفه علی اصغر جونوشی فراهانی می‌باشد.